# Clase de equivalencia potencial
En Aritmética modular, una clase de equivalencia potencial es un concepto matemático que se refiere al conjunto de todos los números enteros ({\displaystyle x}) que satisfacen una ecuación específica ({\displaystyle b^{x}{\bmod {n}}=a}). Este conjunto juega un papel crucial en varios campos de las matemáticas, principalmente en teoría de números y criptografía. La ecuación establece que cualquier número entero ({\displaystyle x}) que, cuando se utiliza como exponente de la base ({\displaystyle b}) y se toma el módulo ({\displaystyle n}), resulta en ({\displaystyle a}), es parte de esta clase de equivalencia.

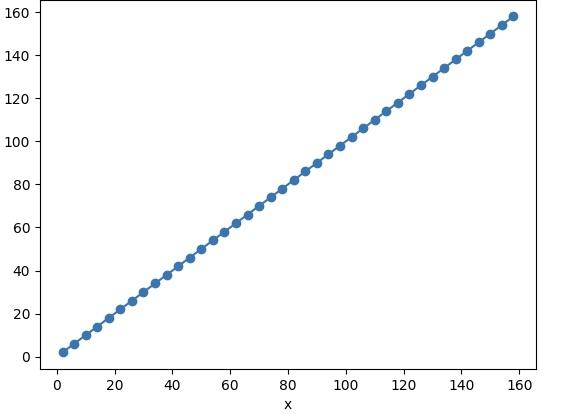
Gráfico de la función recursiva para la clase de equivalencia potencial :

Las clases de equivalencia potencial son una extensión de las clases de equivalencia, y su relación radica en cómo se definen y utilizan estas relaciones para agrupar números enteros en conjuntos específicos.

## Notación
La clase de equivalencia potencial de un elemento {\displaystyle x}, tal que es el exponente de una base ({\displaystyle b}) y se le toma el módulo {\displaystyle n} para que de un residuo específico ({\displaystyle a}), se denota:
{\displaystyle [a|b]{n}:=\{{x:x\in \mathbb {Z} \land b^{x}{\bmod {n}}=a}\}}
Por tanto, cada elemento de la clase de equivalencia potencial {\displaystyle [a|b]n}, estrictamente deben de cumplir con la condición:
{\displaystyle \forall \psi \in [a|b]n\rightarrow b^{\psi }\equiv a{\pmod {n}}}

## Ejemplos y relaciones
Dada estas dos clases de equivalencia potencial:
{\displaystyle [1|2]7=\{3,6,9,12,15,18,21,24...\infty \}}
{\displaystyle [4|8]5=\{2,6,10,14,18,22,26,28...\infty \}}
Cada clase de equivalencia potencial se compone por una serie, de manera que la clase {\displaystyle [1|2]7}, en una notación en serie equivaldría a:
{\displaystyle [1|2]7=\sum _{k=0}^{\infty }k+3}
Lo mismo con la clase de equivalencia potencial {\displaystyle [4|8]5} :{\displaystyle [4|8]5=\sum _{l=2}^{\infty }l+4}
De tal manera, ambas clases de equivalencia potencial pueden representarse como una función recursiva:
{\displaystyle [4|8]5=\zeta (2)}, Siendo la función {\displaystyle \zeta (x)}:
{\displaystyle \zeta (x)=\zeta (x+4)\Leftrightarrow x\neq \infty \Rightarrow x}
{\displaystyle [1|2]7=\delta (0)}, Siendo la función {\displaystyle \delta (x)}:
{\displaystyle \delta (x)=\delta (x+3)\Leftrightarrow x\neq \infty \Rightarrow x}

## Propiedades naturales
Algunas de las propiedades que tienen las clases de equivalencia potencial, que son denominadas propiedades naturales:
1. {\displaystyle [a|b]n=\mathbb {N} \Leftrightarrow a=0,b\geq n\land mcd(b,n)=n}

2. {\displaystyle [a|b]n=\mathbb {N} \Leftrightarrow \nexists d:2\leq d<b,d{\bmod {b}}=0,n=2\cdot b\land a=b}

## Aplicaciones
- Criptografía

Pueden usarse para representar el conjunto de todas las posibles claves privadas que podrían descifrar un mensaje cifrado en un sistema criptográfico basado en exponenciación modular.
- Teoría de números

Las clases de equivalencia son una herramienta fundamental en la teoría de números. Por tanto, las clases de equivalencia potencial pueden usarse para estudiar las propiedades de las ecuaciones de exponenciación modular y proporcionar una nueva forma de entender las soluciones a estas ecuaciones.